# Всесвітній час
Всесві́тній час (гринвіцький середній сонячний час) — шкала сонячного часу, яка ґрунтується на вимірюванні годинного кута середнього Сонця відносно гринвіцького меридіана. Позначається UT (від англ. Universal Time). Застосовується для фіксування моментів астрономічних спостережень.

## Історія
До 1925 року всесвітній час відлічували від середнього гринвіцького полудня. Тоді він називався середнім часом за Гринвічем і позначався GMT (англ. Greanwich Mean Time). Із 1 січня 1925 року було запроваджено систему лічби від середньої півночі, тобто, всесвітній час на 12 годин більший GMT. До 1960 року всесвітній час застосовувався також для ефемерид, доки його не замінили системою ефемеридного часу.

## Статус
Внаслідок нерівномірного руху Землі навколо Сонця всесвітній час плине нерівномірно, тому його незручно застосовувати у повсякденному житті. Для усунення цього недоліку запроваджено так зване середнє Сонце — фіктивна точка, що протягом року рухається вздовж екліптики рівномірно та здійснює один оберт за той же час, що й справжнє Сонце. Тому є декілька форм Всесвітнього часу, запроваджених Міжнародним бюро часу 1956 року:
- нерівномірний всесвітній час (UT0)
- квазірівномірний:
  - UT1 — враховує рух полюсів Землі
  - UT2 — враховує також сезонні варіації швидкості обертання Землі.

1979 року було запроваджено ще одну шкалу — всесвітній регуляризований час (UT1R). Його визначають на основі UT1 з урахуванням ефекту припливів, які мають період до 35 діб.

## Співвідношення з іншими стандартами часу
1961 року було запроваджено шкалу всесвітнього координованого часу (UTC), яка тепер застосовується в повсякденному житті суспільства.
1972 року шкалою UTC замість сонячної секунди (яка визначається астрономічними спостереженнями) стала секунда системи SI (секунда атомного годинника).
Однак початок доби за всесвітнім координованим часом (UTC) утримується близьким до початку доби за сонячним квазірівномірним часом (всесвітнім часом у формі UT1) — різниця між ними має становити не більше 0,9 секунди. Для утримання такої різниці починаючи з 1972 року до UTC час від часу додають високосну секунду.